# All My Dreams
All My Dreams ist ein Pferd, das vom ehemaligen Jockey Harro Remmert trainiert und von Kevin Woodburn geritten wurde. Er gewann Mitte der 1990er Jahre mehrere Rennen, bis er aufgrund einer Verletzung nicht mehr an Rennen teilnehmen konnte.

## Karriere
All My Dreams wurde vom Kölner Galopper Agenten Hans-Jörg Eisele im englischen Newmarket entdeckt. Für etwa 35.000 Mark wurde er damals nach Deutschland gebracht, wo sein Besitzer, der ehemalige Präsident des Fußballvereins MSV Duisburg Paul Märzheuser, sein Pferd erwartete. Der berühmte Trainer und ehemalige Jockey Harro Remmert sollte das Pferd trainieren, der Jockey Kevin Woodburn, der 1989 schon einmal das »Deutsche Derby« in Hamburg gewonnen hatte, ritt den Hengst.
Am 29. Juni 1995 bewährte sich All My Dreams, als er überraschend das 126. Deutsche Derby gewann. Fünfmal wurde er insgesamt bei Rennen Erster, einmal wurde er Zweiter. Die finanzielle Bilanz war beachtlich, 942.000 DM konnte Märzheuser mit seinem Pferd erwirtschaften. Beim Doppelrenntag von Hoppegarten im August 1995 bestritt er seinen letzten Start im Europachampionat (GrII) siegreich mit Längen. Anschließend erlitt das Pferd einen Sehnenschaden, der seine Karriere beendete. All My Dreams war der Champion seines Jahrgangs in Deutschland.
Er wurde in Italien als Deckhengst aufgestellt, hat bisher aber noch keinen erwähnenswerten Nachkommen gezeugt.